# Daniel Gottlob Türk
Daniel Gottlob Türk (Claußnitz, Saxònia, 10 d'agost de 1750 - 26 d'agost de 1813) fou un compositor i organista alemany.
Va fer els estudis a l'escola de la Creu de Dresden i més tard fou deixeble d'Homilius. Aprengué el violí, lorgue i quasi tots els instruments de vent i encara seguí un curs amb Hiller, el qual el col·locà com a violí del Grosses Konzert i del teatre de Leipzig. El 1776 fou nomenat cantor de l'església de Sant Ulric de Halle i mestre de música del Gimnàs; el 1779 director de música de la Universitat i el 1787 organista de la Liebfrauenkirche.Entre els seus alumnes tingué a Karl Traugott Zeuner.
Com a compositor deixà:
- Die Hirten bei der krippe in Bethelehem;
- 18 Sonates;
- 18 Sonatines;
- Un gran nombre de peces per a piano;
- Lieder;
- Simfonies;
- Composicions religioses, etc.

Molt apreciat com a pedagog publicà:
- Mètode de piano, (1789);
- Von den wichtigsten Pflitchten eines Organisten;
- Ein Beitrag zur Verbesserung der musikalischen Liturgie;
- Kurze Anweisung zum Generalbasspielen, (1791);
- Kleibes Lehrbuch für Anfänger im klaivierspielen, (1802);
- Anleigtung zu Temperaturberechnungen, (1806).